# ترنس جنینگز
ترنس جنینگز (انگلیسی: Terrence Jennings؛ زادهٔ ۲۸ ژوئیهٔ ۱۹۸۶) ورزشکار تکواندو اهل ایالات متحده آمریکا است.
وی در مسابقات کشوری و بین‌المللی در مجموع برندهٔ ۲ مدال برنز شده‌است.